# A Song Flung Up to Heaven
A Song Flung Up to Heaven é uma autobiografia da escritora americana Maya Angelou lançada em 2002. O livro é o sexto volume da série de sete autobiografias de Angelou. Baseado entre os anos de 1965 e 1968, a história traz continuidade após o fim da edição anterior, All God's Children Need Traveling Shoes, com a viagem de Angelou de Acra, capital de Gana, onde ela viveu nos últimos quatro anos, de volta aos Estados Unidos. Dois "eventos catastróficos" enquadram o início e o fim da obra — os assassinatos de Malcolm X e Martin Luther King Jr. Angelou descreve como ela agiu diante desses eventos, as mudanças radicais no país e em sua vida pessoal, além de como ela lidou com seu retorno aos Estados Unidos. O livro termina com Angelou no "limiar de sua carreira literária", escrevendo as linhas iniciais de sua primeira autobiografia, intitulado I Know Why the Caged Bird Sings.
Como ela começou a fazer em Caged Bird, e continuou ao longo de sua série, Angelou manteve a longa tradição de autobiografia afro-americana. Ao mesmo tempo, ela fez uma tentativa deliberada de desafiar a estrutura usual da autobiografia criticando, mudando e expandindo o gênero. A maioria dos revisores concordou que o livro era composto de uma série de vinhetas. Quando Song foi escrita em 2002, dezesseis anos após sua autobiografia anterior, Angelou havia experimentado grande fama e reconhecimento como autora e poeta. Ela recitou seu poema "On the Pulse of Morning" na posse do presidente Bill Clinton em 1993, tornando-se a primeira poeta que fez uma recitação inaugural desde Robert Frost para o presidente John F. Kennedy em 1961. Ela havia se tornado reconhecida e altamente respeitada como porta-voz de negros e mulheres. Angelou foi, como afirmou a acadêmica Joanne Braxton, "sem dúvida, (...) A autobiógrafa negra mais visível da América". Ela também se tornou, como afirmou o crítico Richard Long, "uma grande voz autobiográfica da época".
O título Song foi baseado no mesmo poema, do poeta afro-americano Paul Laurence Dunbar, fazendo relação com a primeira autobiografia dela. Assim como os volumes anteriores de Angelou, o livro foi recebido com elogios e decepções, embora as críticas tenham sido geralmente positivas. Revisores elogiaram Angelou por "o culminar de uma conquista autobiográfica única", enquanto outros a criticaram por parecer "orgulhosa". O álbum de palavras faladas de 2002 com o mesmo nome, baseado no livro, recebeu um Grammy de Melhor Álbum de Palavras Faladas em 2003.

## Antecedentes
A Song Flung Up to Heaven (2002) é o sexto volume da série autobiográfica de Maya Angelou, e na época de seu lançamento foi considerado como último capítulo. Foi concluído 16 anos após a publicação de sua obra anterior, All God's Children Need Traveling Shoes (1986) e mais de trinta anos após a publicação de sua primeira, I Know Why the Caged Bird Sings. Angelou escreveu duas coleções de ensaios nesse ínterim, Wouldn't Take Nothing for My Journey Now (1993) e Even the Stars Look Lonesome (1997), que o escritor Hilton Als chamou de "livros de bom senso" e "sermões amarrados com textos autobiográficos". Ela também continuou sua poesia com vários volumes, incluindo uma coleção de seus poemas, The Complete Collected Poems of Maya Angelou (1994). Em 1993, Angelou recitou seu poema On the Pulse of Morning na posse do presidente Bill Clinton, tornando-se a primeiro poeta a fazer uma recitação inaugural desde Robert Frost na posse de John F. Kennedy em 1961. Sua recitação resultou em mais fama e reconhecimento por seus trabalhos anteriores e ampliou seu apelo "além das fronteiras raciais, econômicas e educacionais".
Em 2002, quando Song foi lançado, Angelou tornou-se reconhecida e altamente respeitada como porta-voz de negros e mulheres. Ela era, como afirmou a acadêmica Joanne Braxton, "sem dúvida, (...) A autobiógrafa negra mais visível da América". Ela também se tornou "uma grande voz autobiográfica da época". Angelou foi uma das primeiras escritoras afro-americanas a discutir publicamente sua vida pessoal e uma das primeiras a usar a si mesma como personagem central em seus livros.  O escritor Julian Mayfield, que chamou sua primeira autobiografia de "uma obra de arte que escapa de qualquer legenda", afirmou que a série de Angelou criou um precedente não apenas para outras escritoras negras, mas para o gênero de autobiografia como um todo.
Als chamou Angelou de uma das "pioneiras da autoexposição", disposta a se concentrar honestamente nos aspectos mais negativos de sua personalidade e escolhas. Por exemplo, enquanto Angelou estava compondo sua segunda autobiografia, Gather Together in My Name, ela estava preocupada com a forma como seus leitores reagiriam à revelação de que ela havia sido uma prostituta. Seu marido Paul Du Feu a convenceu a publicar o livro, incentivando-a a "dizer a verdade como escritora" e "ser honesta sobre isso". Song levou anos para escrever porque foi doloroso reviver os eventos que ela passou, entre eles, os assassinatos de Malcolm X e Martin Luther King Jr. aniversário da morte de King, no qual ela optou por enviar flores à sua viúva Coretta Scott King. Embora Song tenha sido considerada a parte final de sua série de autobiografias, Angelou continuou escrevendo sobre sua história de vida através de ensaios, e aos 85 anos, publicou sua sétima autobiografia Mom & Me & Mom (2013), que se concentrou em sua relacionamento com a mãe. O álbum de palavras faladas baseado em Song, e narrado por Angelou, recebeu um Grammy de Melhor Álbum de Palavras Faladas em 2003.

### Título do livro

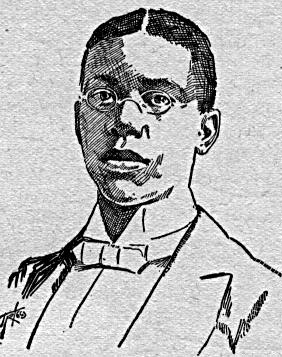
Paul Laurence Dunbar, o poeta inspirou os títulos da primeira e sexta edições autobiográficas de Angelou

Angelou voltou ao mesmo poema em que baseou o título de Caged Bird para o título de A Song Flung Up to Heaven, da terceira estrofe do poema de Paul Laurence Dunbar "Sympathy". Junto com Shakespeare, Angelou deu créditos a Dunbar pela formação de sua "ambição de escrita". O pássaro engaiolado, símbolo do escravo acorrentado, é uma imagem que Angelou usa em todos os seus textos.
Eu sei porque o pássaro engaiolado canta todo sofrido,
Quando sua asa está machucada e seu peito dolorido;
Quando ele bate suas barras de estresse para estar livre,
Não é uma canção de alegria que ele vive,
Mas com uma oração que ele recebe do fundo de seu coração;
E um apelo para que acima do céu ele paquera,
Por isso que o canto do pássaro engaiolado desalegra.

## Sinopse

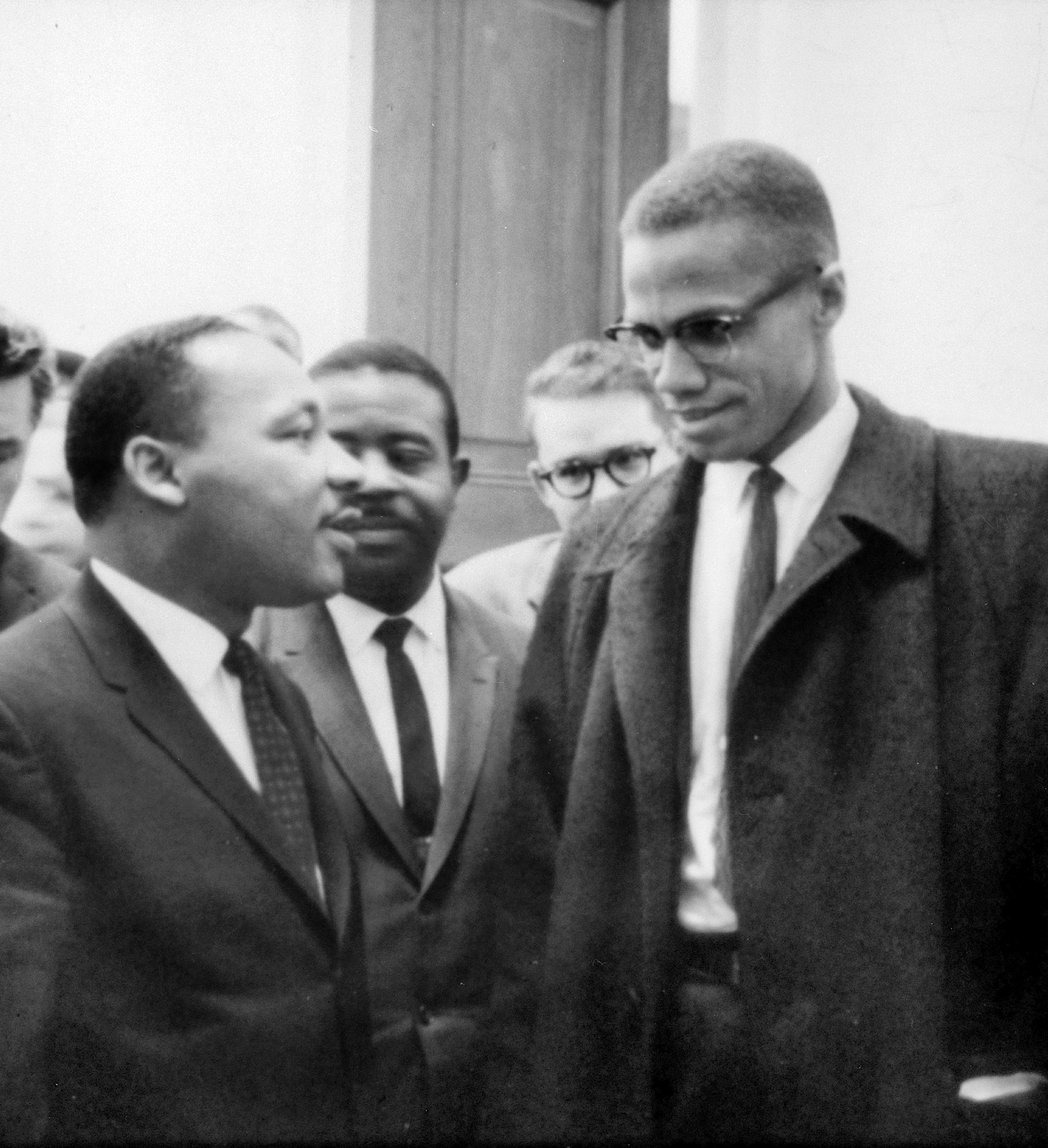
Os assassinatos de Martin Luther King Jr. e Malcolm X fazem parte da história de A Song Flung Up to Heaven

A Song Flung Up to Heaven, baseado entre os anos de 1965 a 1968, dá continuidade ao fim da história no volume anterior de Angelou, All God's Children Need Traveling Shoes, que terminou com a viagem de avião de Angelou de Acra, capital de Gana, onde ela passou os quatro anos anteriores, de volta para os Estados Unidos. Dois "eventos catastróficos" definem o início e o fim da obra — os assassinatos dos ativistas Malcolm X e Martin Luther King Jr. Guy, seu filho de dezenove anos, está frequentando a faculdade em Gana, e ela está deixando um relacionamento controlador — o "outro romântico", a quem ela intitulou como "um poderoso homem da África Ocidental que varreu minha vida com a urgência de um furacão do sul". Ela também foi convidada a retornar aos EUA por Malcolm X, de quem se tornou amiga durante sua visita a Acra, para ajudá-la a criar a Organização da Unidade Africana.
Ela adia o encontro com Malcolm X por um mês e visita sua mãe e seu irmão em São Francisco, na Califórnia. Malcolm X é assassinado dois dias depois. Devastada e aflita, ela se muda para o estado do Havaí para ficar perto de seu irmão e retomar sua carreira como cantora, da qual ela havia desistido antes de partir para a África vários anos antes. Ela percebe, depois de ver Della Reese se apresentar, que lhe faltava vontade, compromisso e talento para ser cantora. Em vez disso, ela retorna à sua jornada de escritora, mas desta vez na cidade de Los Angeles, ao invés de em Nova Iorque, como havia feito no início de sua vida. Para ganhar um dinheiro extra, Angelou se torna uma pesquisadora de mercado em Watts e conhece o bairro e seu povo. Ela testemunha os tumultos de Watts de 1965, sabendo que isso poderia levar à sua prisão, e ela está genuinamente desapontada por isso não acontecer.
A certa altura, o parceiro de Angelou em Gana, a quem ela chama de "o africano", chega a Los Angeles para levá-la de volta a Acra. Angelou pede a ajuda de sua mãe e irmão; eles vêm em seu socorro mais uma vez, desviando o africano primeiro para o México e depois de volta para Gana. Guy, durante uma visita à sua avó em São Francisco, sofre outro acidente de carro, semelhante ao que aconteceu antes de começar a faculdade em Gana. Sua maturidade impressiona a mãe, que o deixa aos cuidados da avó.
Angelou volta para Nova Iorque, onde se dedica à escrita e renova muitas das amizades ali feitas no passado. Ela também descreve seus relacionamentos pessoais e profissionais com Ruby Dee, Ossie Davis, Beah Richards e Frank Silvera. Martin Luther King Jr. pede que ela viaje pelo país promovendo a Conferência de Liderança Cristã do Sul. Ela concorda, mas "adia novamente", e ele é assassinado em seu aniversário de 40 anos. Mais uma vez devastada, ela se isola até ser convidada para um jantar, na presença de seu amigo James Baldwin, do cartunista Jules Feiffer e sua esposa Judy. Inspirada pelos contos de Angelou sobre sua infância, Judy Feiffer entrou em contato com o editor Robert Loomis, que desafiou Angelou a escrever sua autobiografia como literatura. Ela aceita seu desafio, e Song termina com Angelou "no limiar de sua carreira literária", escrevendo as linhas de abertura de sua primeira autobiografia, I Know Why the Caged Bird Sings:
"O que você está olhando para mim. Eu não vim para ficar".

## Modelo de escrita e gênero literário
Começando com Caged Bird, Angelou fez uma tentativa deliberada enquanto escrevia todas as suas autobiografias, incluindo Song, para desafiar a estrutura usual da autobiografia criticando, mudando e expandindo o gênero. Seu uso de técnicas de escrita de ficção, como diálogo, caracterização e desenvolvimento temático, muitas vezes levou os críticos a categorizar seus livros como ficção autobiográfica. Angelou afirmou, em uma entrevista de 1989, que ela era a única escritora "séria" a escolher o gênero para se expressar. Como alegou a crítica Susan Gilbert, Angelou não estava relatando a história de uma única pessoa, mas de todos que estão presentes nela. O acadêmico Selwyn R. Cudjoe concordou e viu Angelou como representante da convenção na autobiografia afro-americana como um gesto público que falava por um grupo inteiro de pessoas. O editor de Angelou, Robert Loomis, foi capaz de desafiá-la a escrever Caged Bird, desafiando-a a escrever uma autobiografia que pudesse ser considerada "alta arte", que ela continuou ao longo de sua série, incluindo sua autobiografia final.
As autobiografias de Angelou seguem a estrutura padrão do gênero: foram escritas por um único autor, eram cronológicas e continham elementos de caráter, técnica e tema. Em uma entrevista de 1983 com a crítica literária afro-americana Claudia Tate, Angelou chamou seus livros de autobiografias. Ao falar de seu uso único do gênero, Angelou reconheceu que ela seguiu a tradição narrativa escrava de "falar na primeira pessoa do singular falando sobre a primeira pessoa do plural, sempre dizendo que eu significa 'nós'". A revisora Elsie B. Washington concordou e afirmou que A Song Flung Up to Heaven "oferece um vislumbre da vida de um ícone literário em formação" influenciado por eventos históricos e personalidades como Malcolm X, Martin Luther King Jr. e James Baldwin.
Angelou reconheceu que havia aspectos ficcionais em todos os seus livros; ela costumava a "divergir da noção convencional de autobiografia como verdade". Sua abordagem era paralela às convenções de muitas autobiografias afro-americanas escritas durante o período abolicionista nos EUA, quando a verdade era frequentemente censurada para fins de autoproteção. O autor Lyman B. Hagen definiu Angelou como uma das escritoras mais tradicionais da autobiografia afro-americana, mas insistiu que ela criou uma interpretação única da forma autobiográfica. Em uma entrevista de 1998 com o jornalista George Plimpton, Angelou discute seu modelo de escrita e "a noção, às vezes escorregadia, da verdade na não ficção" e memórias. Quando foi questionada se mudou a verdade para melhorar sua história, ela afirmou: "Às vezes faço um diâmetro a partir de uma composição de três ou quatro pessoas, porque a essência em apenas uma pessoa não é suficientemente forte para ser escrita". Embora Angelou nunca tenha admitido alterar os fatos de suas histórias, ela usou esses acontecimentos para causar impacto no leitor. Como Hagen afirmou: "Pode-se supor que 'a essência dos dados' está presente no trabalho de Angelou". Hagen também afirmou que Angelou "cria ficção para aumentar o interesse". O editor de longa data de Angelou, Robert Loomis, concordou ao dizer que ela poderia reescrever qualquer um de seus livros mudando a ordem de seus fatos para causar um impacto diferente no leitor.

## Recepção e crítica
Assim como as autobiografias anteriores de Angelou, Song recebeu críticas principalmente positivas, embora, como a Poetry Foundation tenha dito: "A maioria dos críticos julgou as autobiografias posteriores de Angelou à luz de sua primeira, e I Know Why the Caged Bird Sings continua sendo a mais elogiada". Kim Hubbard, da revista People, achou Song insatisfatório e "montado às pressas", mas poético como Caged Bird. Muitos críticos reconheceram a avaliação da Kirkus Reviews, que intitulou a obra de Angelou como "boa virada estrutural" ao enquadrar Song com dois assassinatos. Paula Friedman, do The New York Times Book Review, apreciou as "ocasiões de autoavaliação crítica e modéstia" da escritora que não estão presentes em muitas outras autobiografias. Patricia Elam, do The New Crisis, concordou, afirmando que há muito o que admirar tanto no livro quanto na "vida grande", cheia de tensão, risos e amor. Elam também definiu Song como "um trabalho que move o espírito que descreve a jornada de Angelou por uma vida autêntica e artística".

Este novo livro é como ter uma conversa inspiradora — daquele que você pode ter com um estranho sábio e confortável sentado ao seu lado em uma longa viagem de ônibus. Ele não atrapalha ou perturba a maneira como seu primeiro livro fez, mas compartilha com sutileza e, às vezes, intimidades e experiências de uma vida bem viajada. Em vez de se esforçar para recordar os detalhes de um passado distante, Angelou esboça as cenas com ampla familiaridade, como se estivesse usando um pincel de memória, e o leitor é transportado da mesma forma.

Patricia Elam, The New Crisis (2002)
A revisora Margaret Busby, que definiu este livro "não tanto um fim quanto um começo", intitulou a obra Song como "o culminar de uma conquista autobiográfica única, uma celebração gloriosa do espírito indomável". Assim como outros revisores, Busby considerou Song uma série de "vinhetas lindamente trabalhadas" e achou o livro conciso e legível. O acadêmico John McWhorter não olhou para o uso de vinhetas de Angelou de forma positiva e afirmou que todos os seus livros eram curtos, divididos em capítulos "cada vez mais curtos", à medida que sua série progredia e "às vezes parecem escritos para crianças e não para adultos". McWhorter reconheceu, no entanto, que a prosa precisa de Angelou e "simplicidade impressionante e até chocante" se deviam aos propósitos de Angelou de retratar a cultura afro-americana de maneira positiva. Busby também destacou a capacidade de Angelou para encontrar lições inspiradoras da adversidade, tanto nacional quanto pessoalmente, embora a ênfase neste livro fosse sua vida pessoal, especialmente seus dilemas como mãe e em suas relações.
Amy Strong, do The Library Journal, fez uma observação a respeito da vida de Angelou durante o período em que o livro ocorreu, isto é, quando estava cheia de mais perdas pessoais do que conflitos e lutas, avaliou a obra Song menos profunda e intensa do que os livros anteriores da série da escritora. Ela previu que o estilo direto e franco de Song seria popular. Publishers Weekly, em sua resenha do livro, concordou com Strong e viu "uma certa resignação" em Song, em vez de uma "disputa", comparado às outras autobiografias de Angelou. O revisor também afirmou que aqueles que viveram a era descrita por Angelou apreciariam sua avaliação, e que Song era "uma história de tragédia e triunfo, bem declarada e claramente marcada por sua própria mistura única de afro-americanismo". Os assassinatos em Song deram profundidade ao livro, pois Angelou descreveu os eventos de sua vida, que seriam "meros meandros" se fosse desenvolvido por um escritor menos habilidoso. O revisor pôde ver o "espírito generoso" de Angelou e achou o livro "satisfatório", embora o considerasse "às vezes sem graça", pois carecia "do tom espiritual dos ensaios de Angelou, da abertura de sua poesia e do drama de suas outras autobiografias".
Tanto McWhorter quanto o acadêmico Hilton Als avaliaram o modelo de escrita de Angelou ao longo de sua série como egocêntrica. Embora McWhorter tenha admitido ter ficado encantado com o senso de autoridade de Angelou que ela inseriu em seus trabalhos, que ele chama de "sagacidade de mãe negra", ele considerou as autobiografias de Angelou após Caged Bird "presunçosas", e afirmou que ela "ousa implicitamente a leitor a questionar sua linha privada com Deus e a verdade". Als concordou, alegando que Song foi produzido diferente de seus volumes anteriores, deixando sua "falta de confiabilidade cada vez maior". Als afirmou que Angelou, em suas seis autobiografias, "nos deu (...) a história exagerada, caseira e, às vezes, curiosamente reservada de uma mulher negra que, quando confrontada pelos julgamentos da vida, simplesmente se alegra". Als acreditava que os ensaios de Angelou, produzidos na década de 1990, eram uma culminação melhor de seu trabalho como autobiógrafa.